# گینورا کانتروفولی
گینورا کانتروفولی (۱۶۱۸–۱۶۷۲) (به انگلیسی: Ginevra Cantofoli)نقاش ایتالیایی بود. او در دوره باروک فعال بود.
کانتروفولی در سال ۱۶۱۸ در بولونیا، ایتالیا متولد شد. کانتروفولی آموزش نقاشی خود را نزد الیزابت سیرانی در بولونیا فرا گرفت. او برای چندین کلسیا کار کرد. این آثار شامل شام آخر برای کلیسای سان پروکلو، سنت توماس برای سان جیاکومو ماجورو، و سنت آپولونیا برای کلیسای لا مورت.

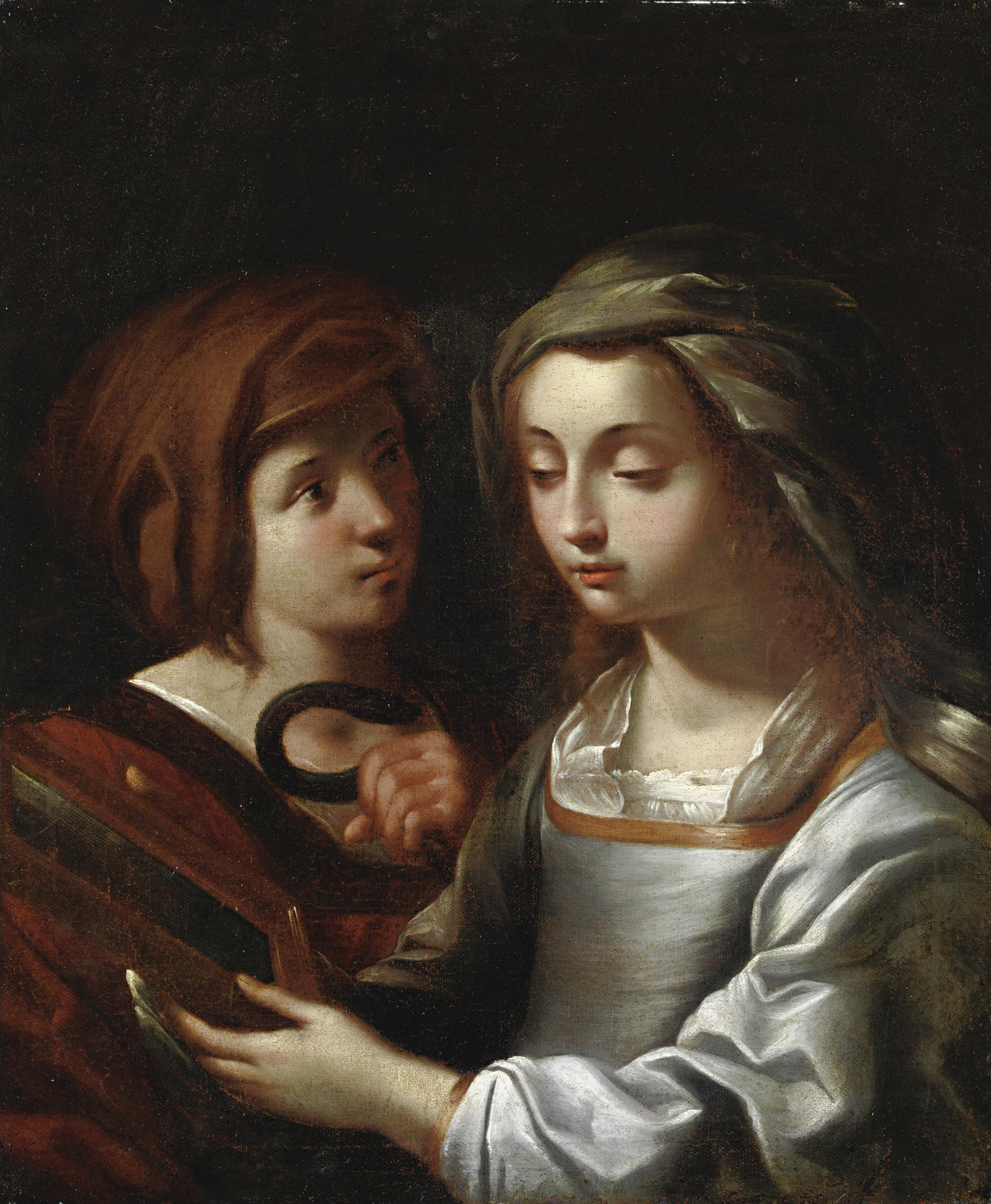
Scena Allegorica